# Jüdischer Friedhof Oberlustadt

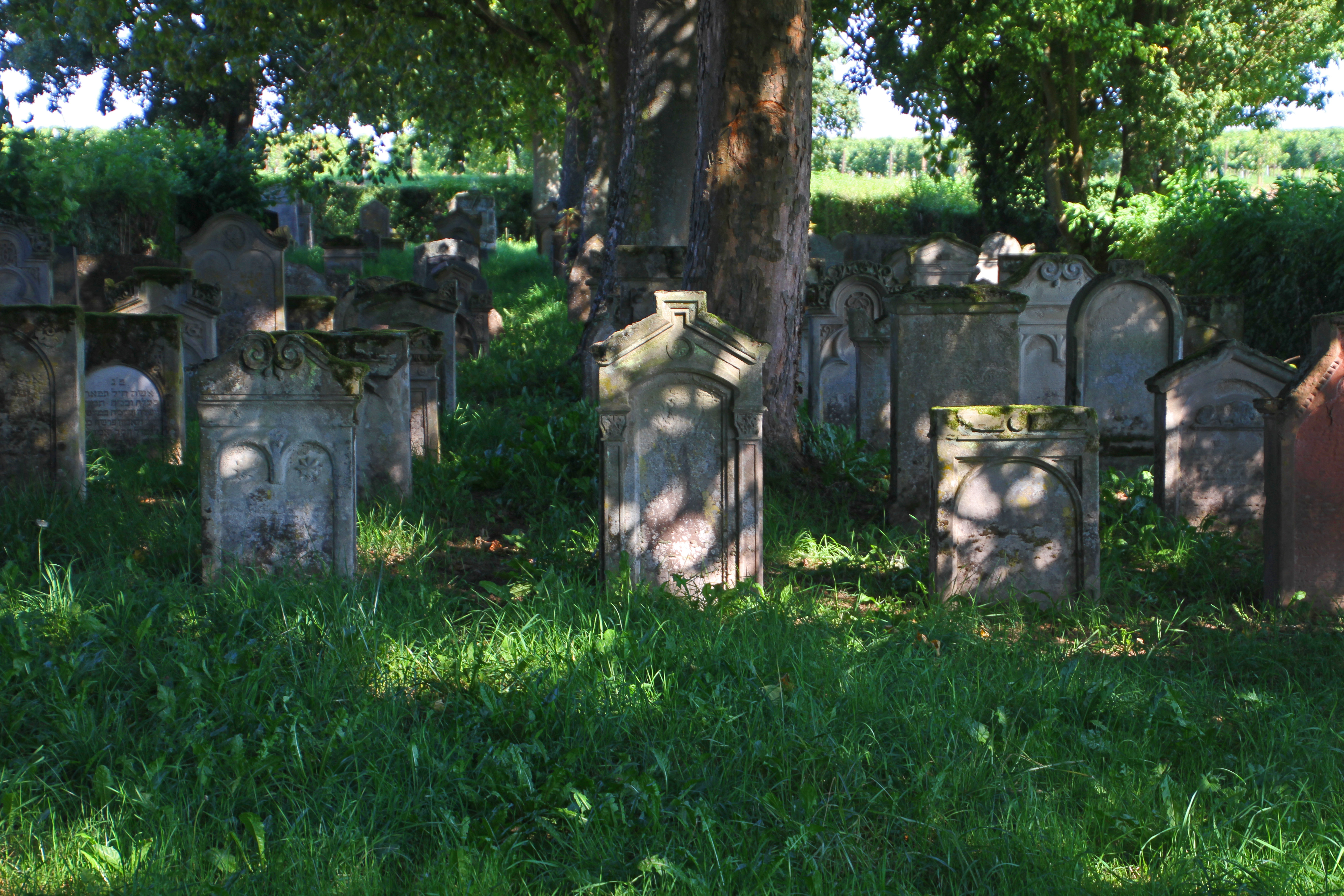
Jüdischer Friedhof in Oberlustadt

Der jüdische Friedhof in Oberlustadt, einem Ortsteil der Ortsgemeinde Lustadt im Landkreis Germersheim in Rheinland-Pfalz, wurde um 1800 angelegt. Der jüdische Friedhof nördlich von Oberlustadt ist ein geschütztes Kulturdenkmal.
Auf dem 20,80 Ar großen Friedhof sind noch zahlreiche Grabsteine, überwiegend aus dem frühen 19. Jahrhundert erhalten.